# Wólka Czepowa
Wólka Czepowa [ˈvulka t͡ʂɛˈpɔva] är en by i Powiat kolski i det polska vojvodskapet Storpolen. Wólka Czepowa är beläget 3 kilometer sydost om Kłodawa, 21 kilometer öster om Koło och 139 kilometer öster om Poznań.
Wólka Czepowa var åren 1975–1998 beläget i Konins vojvodskap.